# Spáňov
Spáňov település Csehországban, a Domažlicei járásban. Spáňov Zahořany, Kout na Šumavě és Mrákov településekkel határos. Lakosainak száma 209 fő (2024. január 1.).

## Népesség
A település lakosságának változását az alábbi diagram mutatja:
| Lakosok száma | 238  | 209  | 203  | 173  | 173  | 180  | 188  | 199  | 211  | 209  |
|               | 1869 | 1900 | 1921 | 1961 | 1980 | 2011 | 2016 | 2019 | 2021 | 2024 |